# Bercel
Bercel – wieś i gmina w północnej części Węgier, w pobliżu miasta Balassagyarmat. Gmina liczy 2073 mieszkańców (styczeń 2011) i zajmuje obszar 35,88 km².

## Położenie
Miejscowość leży na obszarze Średniogórza Północnowęgierskiego, w pobliżu granicy ze Słowacją. Administracyjnie osada należy do powiatu Balassagyarmat, wchodzącego w skład komitatu Nógrád.